# Carinodrillia dichroa
Carinodrillia dichroa é uma espécie de gastrópode do gênero Carinodrillia, pertencente a família Pseudomelatomidae.